# RoboCup German Open

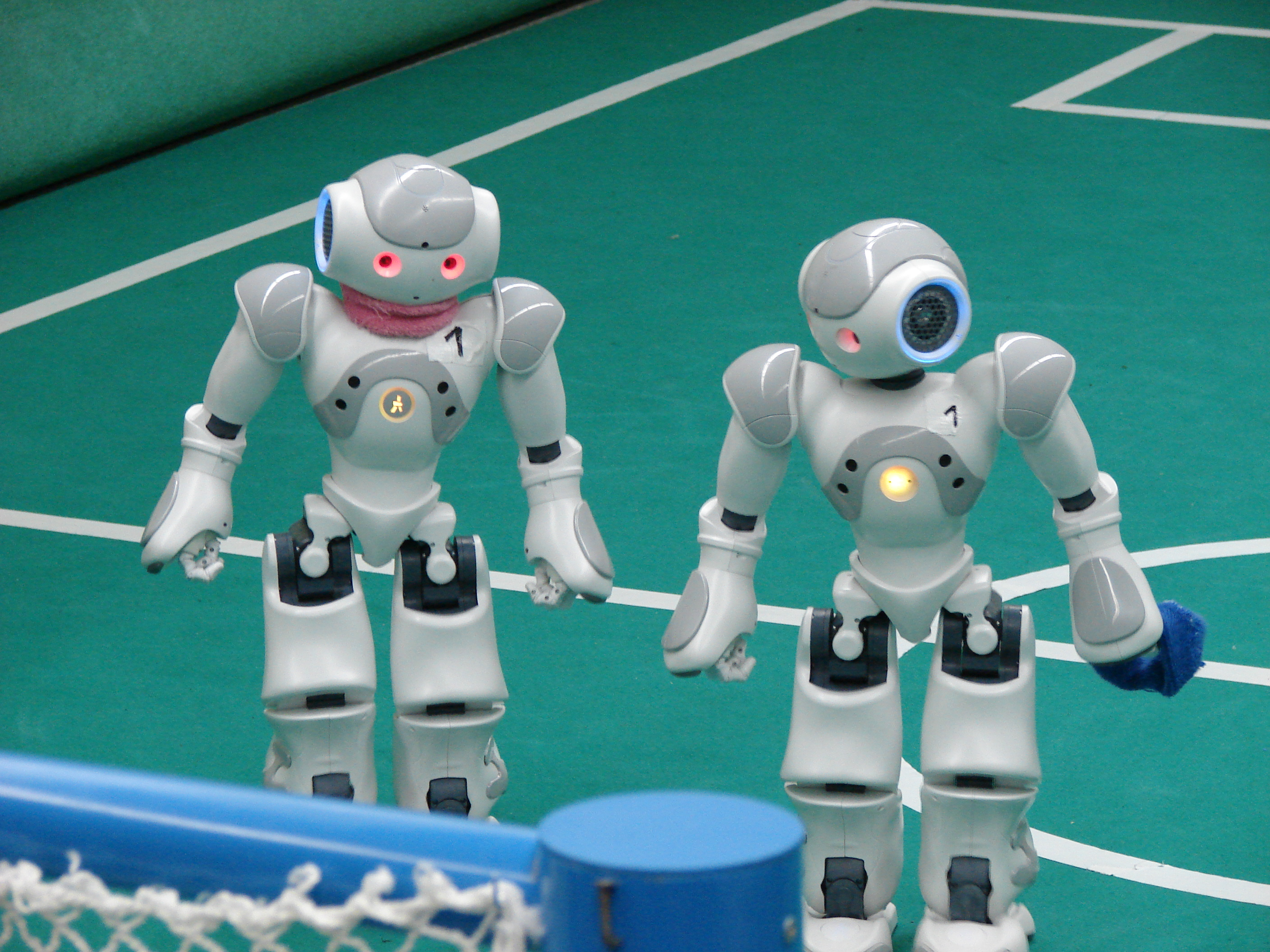
Nao-Team der HTWK Leipzig

Die RoboCup German Open sind jährliche deutsche Robotikwettbewerbe im Bereich der mobilen Robotik als Vorturnier des internationalen RoboCup. Zu Beginn waren ein Schwerpunkt des Wettbewerbs Ligen, in denen Roboter gegeneinander Fußball spielen (siehe Roboterfußball). Mittlerweile sind Wettbewerbe zu Such- und Rettungsrobotern (RoboCup Rescue) und Service-Robotern (RoboCup@Home) fester Bestandteil der Veranstaltung.
Von 2001 bis 2005 fanden diese im Heinz Nixdorf MuseumsForum in Paderborn statt. Im Jahr 2006 fanden keine German Open statt, da in diesem Jahr die RoboCup-Weltmeisterschaften in Bremen stattfanden. Von 2007 bis 2009 fanden die RoboCup German Open im Frühjahr auf der Hannover Messe statt. Von 2010 bis 2019 fanden die German Open auf der Messe Magdeburg statt. In den Jahren 2020 und 2021 konnten aufgrund der Corona-Pandemie keine German Open stattfinden. 2022 und 2023 gab es dezentrale Veranstaltungen, die in ganz Deutschland verteilt waren. Seither sind sie wieder als großer Wettbewerb organisiert.

## 2005
2005 fanden die RoboCup German Open vom 8. bis zum 10. April statt. Gespielt wurde in allen RoboCup-Ligen. Erstmals fand ein Wettbewerb in der Rescue Robot League statt, sowie erstmals weltweit Demonstrationsspiele mit mehreren Robotern je Team in der Humanoid League (siehe Robosapien).

Weltweit erstes Demonstrationsspiel in der Humanoid League.

| Soccer Simulation 2D | 1. Brainstormers 2D (Osnabrück) 2. AT-Humboldt (Berlin) 3. YowAI2005 (Tokio, Japan) |
| Soccer Simulation 3D | 1. Brainstormers 3D (Osnabrück) 2. Caspian (Iran) 3. RoboLog (Koblenz) |
| Small Size           | 1. FU-Fighters (Berlin) 2. Vienna Cubes (Wien) 3. BOTNIA (Vaasa, Finnland) |
| Middle Size          | 1. Brainstormers Tribots (Osnabrück) 2. MINHO (Portugal) 3. CoPS Stuttgart |
| Sony Four Legged     | 1. Microsoft Hellhounds (Dortmund) 2. Aibo Team Humboldt (Berlin) 3. Bremen Byters |
| Rescue Robot         | 1. MRL (Iran) 2. Rescue Robots Freiburg im Breisgau 3. Bremen Rescue Walkers Best Autonomy Award: Team Deutschland1 Best Mobility Award: Team Deutschland1 und Rescue Robots (Freiburg im Breisgau) |
| Rescue Simulation    | 1. Caspian (Iran) 2. ResQ Freiburg (Deutschland) |

## 2007
2007 fanden die RoboCup German Open zum ersten Mal auf der Hannover Messe statt, vom 16. April bis zum 21. April.
| Small Size    | 1. 5dpo (Portugal) 2. B-Smart (Universität Bremen) 3. BOTNIA (Vaasa, Finnland) |
| Middle Size   | 1. Brainstormers Tribots (Universität Osnabrück) 2. CoPS (Universität Stuttgart) 3. Tech United (Technische Universität Eindhoven) |
| 4-legged      | 1. GermanTeam (Humboldt-Universität Berlin, Technische Universität Darmstadt, Uni Bremen) 2. NUBots (Newcastle University, Australien) 3. Northern Bites (Bowdoin College, Brunswick, Maine, USA) |
| Humanoide     | 1. NimbRo (Uni Freiburg) 2. Darmstadt Dribblers (TU Darmstadt) 3. Humanoid Team Humboldt (HU Berlin) |
| Rescue Robots | 1. Jacobs Rescue Robots, Jacobs University Bremen (Bremen) 2. PARS, K.N. Toosi University Tehran (Iran) 3. resko, Universität Koblenz-Landau (Campus Koblenz) Best in Class Mobility Award: PARS, K.N. Toosi University Tehran (Iran) Best in Class Autonomy Award: resko, Universität Koblenz-Landau (Campus Koblenz) |

## 2008
2008 fanden die RoboCup German Open zum zweiten Mal auf der Hannover Messe vom 21. bis 25. April statt. Erstmals wurden die RoboCup-Wettbewerbe und Begleitveranstaltungen unter einem Dach in Halle 25 zusammen mit dem neuen Sonderausstellungsbereich Mobile Roboter & Autonome Systeme durchgeführt.
| Small Size    | 1. B-Smart (Universität Bremen) 2. ER-Force (Universität Erlangen-Nürnberg) 3. Botnia Dragon-Knights (Vaasa, Finnland) |
| Middle Size   | 1. Tech United (Technische Universität Eindhoven) 2. CoPS (Universität Stuttgart) 3. Brainstormers Tribots (Universität Osnabrück) |
| Humanoid      | 1. NimbRo (Universität Bonn, Universität Freiburg) 2. FUmanoid (Freie Universität Berlin) 3. Darmstadt Dribblers (TU Darmstadt) |
| Rescue Robots | 1. Jacobs Rescue Robots, Jacobs University Bremen 2. resko@UniKoblenz, Universität Koblenz-Landau (Campus Koblenz) 3. GETbot, Universität Paderborn Best in Class Mobility Award: Jacobs Rescue Robots, Jacobs University Bremen Best in Class Autonomy Award: resko@UniKoblenz, Universität Koblenz-Landau (Campus Koblenz) |
| RoboCup@Home  | 1. AllemaniACs, RWTH Aachen 2. IAIS/BIT robots, Bonn-Rhein-Sieg University of Applied Science 3. homer@UniKoblenz, Universität Koblenz-Landau (Campus Koblenz) |

## 2009
2009 fanden die RoboCup German Open zum dritten Mal auf der Hannover Messe vom 20. bis 24. April statt. Die RoboCup-Wettbewerbe und Begleitveranstaltungen teilten sich die Halle 22 mit dem Sonderausstellungsbereich Mobile Roboter & Autonome Systeme.
| Rescue Robots            | 1. resko@UniKoblenz, Universität Koblenz-Landau (Campus Koblenz) 2. GETbot, Universität Paderborn 3. Warwick Mobile Robotics, University of Warwick (United Kingdom) Best in Class Mobility Award: Warwick Mobile Robotics, University of Warwick (United Kingdom) Best in Class Autonomy Award: resko@UniKoblenz, Universität Koblenz-Landau (Campus Koblenz) |
| RoboCup@Home             | 1. b-it-bots, Bonn-Rhein-Sieg University of Applied Sciences 2. NimbRo, Universität Bonn 3. homer@UniKoblenz, Universität Koblenz-Landau (Campus Koblenz) |
| Standard Platform League | 1. B-Human, Universität Bremen und Deutsches Forschungszentrum für Künstliche Intelligenz 2. Nao-Team HTWK, Hochschule für Technik, Wirtschaft und Kultur Leipzig 3. Nao Devils Dortmund, Technische Universität Dortmund |
| Middle-Size-League       | 1. 1.RFC Stuttgart, Universität Stuttgart, Germany 2. Brainstormers Tribots, Universität Osnabrück 3. Tech United Eindhoven, Eindhoven University of Technology, The Netherlands |
| humanoid KidSize league  | 1. NimbRo, Universität Bonn, Germany 2. Darmstadt Dribblers, TU Darmstadt, Germany 3. FUmanoids, FU Berlin, Germany |

## 2010
Die RoboCup German Open fanden vom 15. bis 18. April 2010 in Magdeburg statt.
| Rescue Robots            | 1. Warwick Mobile Robotics, University of Warwick (United Kingdom) 2. Hector Darmstadt, Technische Universität Darmstadt 3. resko@UniKoblenz, Universität Koblenz-Landau (Campus Koblenz) Best in Class Mobility Award: Warwick Mobile Robotics, University of Warwick (United Kingdom) Best in Class Autonomy Award: resko@UniKoblenz, Universität Koblenz-Landau (Campus Koblenz) |
| RoboCup@Home             | 1. b-it-bots, Bonn-Rhein-Sieg University of Applied Sciences 2. NimbRo, Universität Bonn 3. homer@UniKoblenz, Universität Koblenz-Landau (Campus Koblenz) |
| Standard Platform League | 1. B-Human, Universität Bremen und Deutsches Forschungszentrum für Künstliche Intelligenz 2. NimbRo, Universität Bonn 3. Austrian-Kangaroos, Technische Universität Wien und FH Technikum Wien |

## 2011
Die RoboCup German Open 2011 fanden vom 31. März – 3. April 2011 in Magdeburg statt.
Mehr als 200 deutsche RoboCupJunior Teams und über 50 RoboCup Major League Teams aus 10 Ländern haben an dem Wettbewerb teilgenommen.
Die Top 3 Platzierungen:
| Liga                     | Nominierungen & Ergebnisse           |
| ------------------------ | ------------------------------------ |
| Robots Rescue A Primary  | 1: J-Bot 2: AEG and the MKSR 3: Void |
| Standard Platform League | Übersicht aller Ergebnisse.          |

## 2012
Die RoboCup German Open fanden vom 30. März bis 1. April 2012 wieder in den Messehallen Magdeburg statt. Insgesamt wurden knapp 4000 Besucher gezählt, die den Wettbewerb verfolgten.
| Liga                     | Ergebnisse                  |
| ------------------------ | --------------------------- |
| Standard Platform League | Übersicht aller Ergebnisse. |

## 2013
Die Robocup German Open fanden vom 26. bis 28. April 2013 in den Messenhallen in Magdeburg statt.
| Liga                     | Ergebnisse                  |
| ------------------------ | --------------------------- |
| Standard Platform League | Übersicht aller Ergebnisse. |

## 2014
Die Robocup German Open 2014 fanden vom 3. bis 5. April 2014 auf der Messe Magdeburg statt.
| Liga                                    | Ergebnisse                  |
| --------------------------------------- | --------------------------- |
| Standard Platform League                | Übersicht aller Ergebnisse. |
| Junior Dance / Theater Secondary League | 1: NoNo 2: InGen 3: iBots   |

## 2015
Die Robocup German Open 2015 fanden vom 24. bis 26. April 2015 auf der Messe Magdeburg statt.

## 2018
27. bis 29. April 2018 auf der Messe Magdeburg

## 2019
3. bis 5. Mai 2019 auf der Messe Magdeburg
| Liga                     | Ergebnisse |
| ------------------------ | --- |
| Standard Platform League | 1. B-Human, Universität Bremen und Deutsches Forschungszentrum für Künstliche Intelligenz 2. Nao-Team HTWK, HTWK Leipzig 3. HULKs, TU Hamburg |
| Humanoid Kid Size League | Rhoban FC - ZJUDancer, Université de Bordeaux (Frankreich) |
| Rescue Robots            | 1. AutonOHM, TH Nürnberg Georg Simon Ohm 2. Hector, Technische Universität Darmstadt 3. RoboRescueTeam, FH Wels (Österreich) Best in Class Mobility: AutonOHM, TH Nürnberg Best in Class Autonomy: Hector, Technische Universität Darmstadt Best in Class Dexterity*: AutonOHM, TH Nürnberg Best in Class Small Robots**: CJT-Robot, Gymnasium Lauf |
| RoboCup@Home             | CATIE Robotics, Talence (Frankreich) ToBI, Bielefeld University |
| RoboCup@Work             | robOTTO, Otto-von-Guericke Universität Magdeburg |

- In der Klasse „Dexterity“ wird an verschiedenen Stationen die Geschicklichkeit mit dem Roboterarm bewertet.
  - An der Wertung für Small Robots nehmen alle Roboter teil, die ein Tor von 60 cm × 60 cm durchfahren können.

## 2020 / 2021
Aufgrund der Corona-Pandemie macht die RoboCup German Open eine zweijährige Pause.

## 2022
Die German Open fanden dezentral in Deutschland verteilt statt. Die Junior-Liga fand in Kassel statt, 

die Major-Ligen verteilten sich auf Hamburg, Aachen, Dortmund, Magdeburg und Nürnberg.

## 2023
Wie im Jahr 2022 fanden die German Open dezentral statt.
Die Ergebnisse der Liga der Rescue Robots vom 24. bis 27. April 2023 im Deutschen Rettungsrobotik Zentrum Dortmund
| 1. Hector, Technische Universität Darmstadt 2. Dynamics, FH Wels (Österreich) 3. AutonOHM, TH Nürnberg Georg Simon Ohm Best in Class Mobility: Hector, Technische Universität Darmstadt Best in Class Autonomy: Hector, Technische Universität Darmstadt Best in Class Dexterity*: Dynamics, FH Wels (Österreich) Best in Class Small Robots**: CJT-Robotics, Gymnasium Lauf |

- In der Klasse Dexterity wird an verschiedenen Stationen die Geschicklichkeit mit dem Roboterarm bewertet.
  - An der Wertung für Small Robots nehmen alle Roboter teil, die ein Tor von 60 cm × 60 cm durchfahren können und weniger als 20 kg wiegen.

## 2024
18.-21.04.2024 auf der Messe Kassel
| Liga                     | Ergebnisse |
| ------------------------ | --- |
| Standard Platform League | 1. B-Human, Universität Bremen 2. HTWK-Robots, HTWK Leipzig 3. Nao-Devils, Dortmund |
| Humanoid League          | 1. Bit-Bots, Hamburg |
| Small Size League        | 1. TIGERs, Mannheim 2. Immortals |
| RoboCupRescue            | 1. Hector, Technische Universität Darmstadt 2. CJT-Robotics, CJT-Gymnasium Lauf 2. Solidus, Technikerschule Biel (Schweiz) Best in Class Mobility: CJT-Robotics, CJT-Gymnasium Lauf Best in Class Autonomy: Hector, Technische Universität Darmstadt Best in Class Dexterity*: Hector, Technische_Universität_Darmstadt Best in Class Small Robots**: CJT-Robotics, CJT-Gymnasium Lauf |

- In der Klasse „Dexterity“ wird die Geschicklichkeit mit dem Roboterarm bewertet.
  - An der Wertung für Small Robots nehmen alle Roboter teil, die leichter als 20 kg sind und ein gleichseitiges Dreieck von 60 cm Kantenlänge durchfahren können.

## 2025
12.-16.3.2025 auf der Freizeitmesse in Nürnberg
| Liga                      | Ergebnisse |
| ------------------------- | --- |
| @Work League              | 1. SWOT, TH Würzburg-Schweinfurt 2. Robo-Erectus @Work, Singapore Polytechnic (Singapur) 3. b-it-bots@work, Hochschule Bonn-Rhein-Sieg |
| Smart Farming Challenge   | 1. robOTTO, Universität Magdeburg 2. CJT Rescue, CJT-Gymnasium Lauf |
| RMRC Rescue               | 1. CJTec1, CJT-Gymnasium Lauf 2. Hexatron, Dürer-Gymnasium Nürnberg 3. SOS Robotics Team, Nyíregyházi SZC Széchenyi István Technikum és Kollégium (Ungarn) |
| Rescue Robot League       | 1. AutonOHM, TH Nürnberg Georg Simon Ohm 2. Team Dynamics, FH OÖ, Wels (Österreich) 3. CJT-Robotics, CJT-Gymnasium Lauf Best in Class Mobility: Team Dynamics, FH OÖ, Wels (Österreich) Best in Class Autonomy: CJT-Robotics, CJT-Gymnasium Lauf Best in Class Dexterity (Geschicklichkeit): Solidus, Technikerschule Biel (Schweiz) |
| Humanoid League AdultSize | 1.Hephaestus, Tsinghua University (China) |
| Standard Platform League  | 1. B-Human, Universität Bremen und Deutsches Forschungszentrum für Künstliche Intelligenz 2. HULKs, Technische Universität Hamburg 3. SPQR, Sapienza Università di Roma (Italien) |